# Thwaitesia scintillans
Thwaitesia scintillans là một loài nhện trong họ Theridiidae.
Loài này thuộc chi Thwaitesia. Thwaitesia scintillans được Wladislaus Kulczynski miêu tả năm 1911.